# عدد پرنتل
پرنتل یا عدد پرانتل(به انگلیسی: Prandtl number) یک عدد بدون بعد است که بیانگر نسبت نفوذ اندازه حرکت (ویسکوزیته سینماتیکی) به نفوذ گرمایی است. این عدد به افتخار فیزیکدان آلمانی لودویگ پرانتل(به آلمانی: Ludwig Prandtl) نام‌گذاری شده‌است. در واقع می‌توان این عدد را نسبت ضخامت لایه مرزی سرعت به ضخامت لایه مرزی گرمایی دانست.

## فرمول
{\displaystyle \mathrm {Pr} ={\frac {\nu }{\alpha }}={\frac {\mbox{momentum diffusivity}}{\mbox{thermal diffusivity}}}={\frac {\mu /\rho }{k/(c_{p}\rho )}}={\frac {c_{p}\mu }{k}}}
در رابطه بالا پارامترهای داده شده به شرح زیر است:
- {\displaystyle \nu } ویسکوزیته سینماتیک
- {\displaystyle \alpha } ضریب نفوذ گرمایی،
- {\displaystyle \mu } ویسکوزیته دینامیک،
- {\displaystyle k} ضریب هدایت گرمایی،
- {\displaystyle c_{p}} ظرفیت گرمایی ویژه در فشار ثابت،
- {\displaystyle \rho } دانسیته،

## مقادیر تجربی
مقادیر معمولی
برای اکثر گازها در یک دامنه وسیع از دما و فشار، عدد پراندتل (Pr) تقریباً ثابت است. بنابراین، می‌توان از آن برای تعیین هدایت حرارتی گازها در دماهای بالا استفاده کرد، جایی که به دلیل ایجاد جریانات جابجایی سخت استفاده از اندازه‌گیری تجربی مشکل است.
مقادیر معمولی برای عدد پراندتل به شرح زیر هستند:
- ۰.۰۰۳ برای پتاسیم ذوب شده در دماي 975 کلوین
- حدود ۰.۰۱۵ برای جیوه
- ۰.۰۶۵ برای لیتیم ذوب شده در دماي 975 کلوین
- حدود ۰.۱۶–۰.۷ برای مخلوط گازهای نجیب یا گازهای نجیب با هیدروژن
- ۰.۶۳ برای اکسیژن
- حدود ۰.۷۱ برای هوا و بسیاری از گازها
- ۱.۳۸ برای آمونیاک گازی
- بین ۴ و ۵ برای مایع خنک کننده R-12
- حدود ۷.۵۶ برای آب (در ۱۸ درجه سانتیگراد)
- ۱۳.۴ و ۷.۲ برای آب دریا (در ۰ درجه سانتیگراد و ۲۰ درجه سانتیگراد به ترتیب)
- ۵۰ برای n-بوتانول
- بین ۱۰۰ و ۴۰،۰۰۰ برای روغن موتور
- ۱۰۰۰ برای گلیسرول
- ۱۰،۰۰۰ برای ذوب پلیمر
- حدود ۱×۱۰^۲۵ برای مانتوی زمین.

فرمول محاسبه عدد پراندتل برای هوا و آب
برای هوا با فشار 1 بار، می‌توان عدد پراندتل در دامنه دما بین -100 درجه سانتیگراد و +500 درجه سانتیگراد با استفاده از فرمول زیر محاسبه کرد.دما باید در واحد درجه سانتیگراد استفاده شود. انحراف‌ها حداکثر 0.1٪ از مقادیر ادبیاتی هستند.
{\displaystyle \mathrm {Pr} _{\text{air}}={\frac {10^{9}}{1.1\cdot \vartheta ^{3}-1200\cdot \vartheta ^{2}+322000\cdot \vartheta +1.393\cdot 10^{9}}}}
برای تعیین عدد پراندتل برای آب با فشار 1 بار، می‌توانید از فرمول زیر در دامنه دما بین 0 درجه سانتیگراد و 90 درجه سانتیگراد استفاده کنید. دما باید در واحد درجه سانتیگراد استفاده شود. انحراف‌ها حداکثر 1٪ از مقادیر ادبیاتی هستند.
{\displaystyle \mathrm {Pr} _{\text{water}}={\frac {50000}{\vartheta ^{2}+155\cdot \vartheta +3700}}}

## تفسیر فیزیکی
مقادیر کوچک برای عدد پراندتل (Pr ≪ 1) نشان‌دهنده آن است که اختلاف حرارتی بسیار بیشتر از اختلاف جرمی (جریان) تأثیرگذار است. در حالی‌که مقادیر بزرگ (Pr ≫ 1) نشانگر آن است که اختلاف جرمی تأثیر بسیار بیشتری نسبت به اختلاف حرارتی دارد. به عنوان مثال، مقدار ذکرشده برای جیوه مایع نشان می‌دهد که هدایت حرارتی به مراتب مهمتر از همجوشی است، بنابراین دیفیوزیون حرارتی غالب است. با این حال، روغن موتور با لزوجت بالا و هدایت حرارتی پایین، دیفیوزیون جرمی بیشتری نسبت به دیفیوزیون حرارتی دارد.
عدد پراندتل برای گازها حدود 1 است، که نشان‌دهنده آن است که هر دو دیفیوزیون جرمی و حرارتی با نرخ مشابهی از طریق مایع پخش می‌شوند. گرما به سرعت در فلزات مایع (Pr ≪ 1) و به‌طور نسبتاً کند در روغن‌ها (Pr ≫ 1) دیفیوز می‌شود نسبت به جرم. بنابراین، لایه مرزی حرارتی برای فلزات مایع بسیار ضخیمتر و برای روغن‌ها بسیار نازکتر از لایه مرزی سرعت است.
در مسائل انتقال حرارت، عدد پراندتل کنترل‌گر ضخامت نسبی لایه‌های مرزی جرمی و حرارتی است. زمانی که Pr کوچک است، این بدان معناست که گرما به سرعت نسبت به سرعت (جریان) دیفیوز می‌شود. این به معنای آن است که برای فلزات مایع لایه مرزی حرارتی بسیار ضخیمتر از لایه مرزی سرعت است.
در لایه‌های مرزی لمینار، نسبت ضخامت لایه‌های مرزی حرارتی به لایه‌های مرزی جرمی روی یک صفحه صاف به‌خوبی تقریب زده می‌شود.
{\displaystyle {\frac {\delta _{t}}{\delta }}=\mathrm {Pr} ^{-{\frac {1}{3}}},\quad 0.6\leq \mathrm {Pr} \leq 50,}
در اینجا، {\displaystyle \delta _{t}} ضخامت لایه مرزی حرارتی و {\displaystyle \delta } ضخامت لایه مرزی جرمی است.
برای جریان غیرفشرده نزدیک به یک صفحه صاف، دو هم‌تفاوتی که به‌طور نهایی درست هستند، دو عدد نیوسلت است:   
{\displaystyle \mathrm {Nu} _{x}=0.339\mathrm {Re} _{x}^{\frac {1}{2}}\mathrm {Pr} ^{\frac {1}{3}},\quad \mathrm {Pr} \to \infty ,}
{\displaystyle \mathrm {Nu} _{x}=0.565\mathrm {Re} _{x}^{\frac {1}{2}}\mathrm {Pr} ^{\frac {1}{2}},\quad \mathrm {Pr} \to 0,}
که {\displaystyle \mathrm {Re} }عدد رینولدز است. این دو حل نهایی می‌توانند با استفاده از مفهوم نرم (ریاضیات) با یکدیگر ترکیب شوند:
{\displaystyle \mathrm {Nu} _{x}={\frac {0.3387\mathrm {Re} _{x}^{\frac {1}{2}}\mathrm {Pr} ^{\frac {1}{3}}}{\left(1+\left({\frac {0.0468}{\mathrm {Pr} }}\right)^{\frac {2}{3}}\right)^{\frac {1}{4}}}},\quad \mathrm {Re} \mathrm {Pr} >100.}